# Donato Creti
Pour les articles homonymes, voir Creti.
Donato Creti (Crémone, 1671 - Bologne, 1749) est un peintre italien rococo de l'école bolonaise.

## Biographie
À Bologne, Donato Creti est d'abord l'élève de Lorenzo Pasinelli. Il est connu pour ses peintures d'observations astronomiques offertes au pape Clément XI par le comte Luigi Marsili.
Parmi ses disciples on compte Aureliano Milani (1675-1749), Francesco Monti (1685-1768) et Ercole Graziani le Jeune (1688-1765), et, parmi ses élèves, Domenico Maria Fratta, Giacinto Fabbroni et Giuseppe Peroni.
Il enseigna à l'Académie clémentine.

## Œuvres
- La Charité, Palazzo Accursio, Bologne
- Mercure et Pâris, (1745), Palazzo Accursio Bologne
- L'Éducation d'Achille par le centaure Chiron (1714) huile sur toile, Musei Civici d'Arte Antica, Bologne
- Allégorie en l'honneur de Lord Wharton (1714) huile sur toile, Pinacoteca Querini Stampalia, Venise
- Autoportrait (1735),
- Le Roi Salomon reçoit la reine de Saba, Musée d'art Roger-Quilliot, Clermont-Ferrand
- Le Roi Salomon sacrifiant aux faux dieux, Musée d'art Roger-Quilliot, Clermont-Ferrand
- Sainte Marie-Madeleine, Musée des Beaux-Arts, Tours
- Sainte Marthe, Musée des Beaux-Arts, Tours

## Galerie d'images

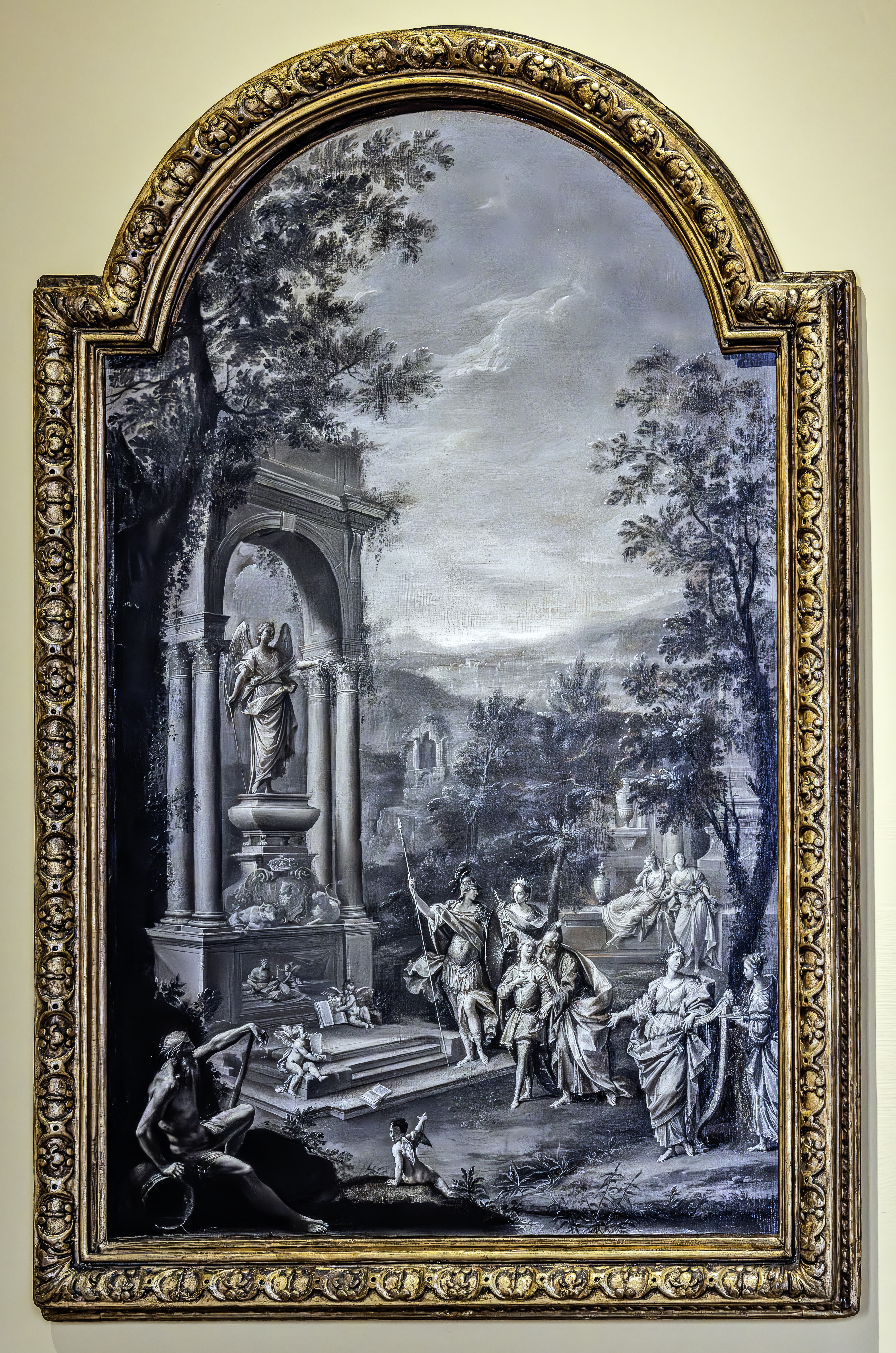
Allégorie en l'honneur de Lord Wharton (c1714), Pinacoteca Querini Stampalia, Venise
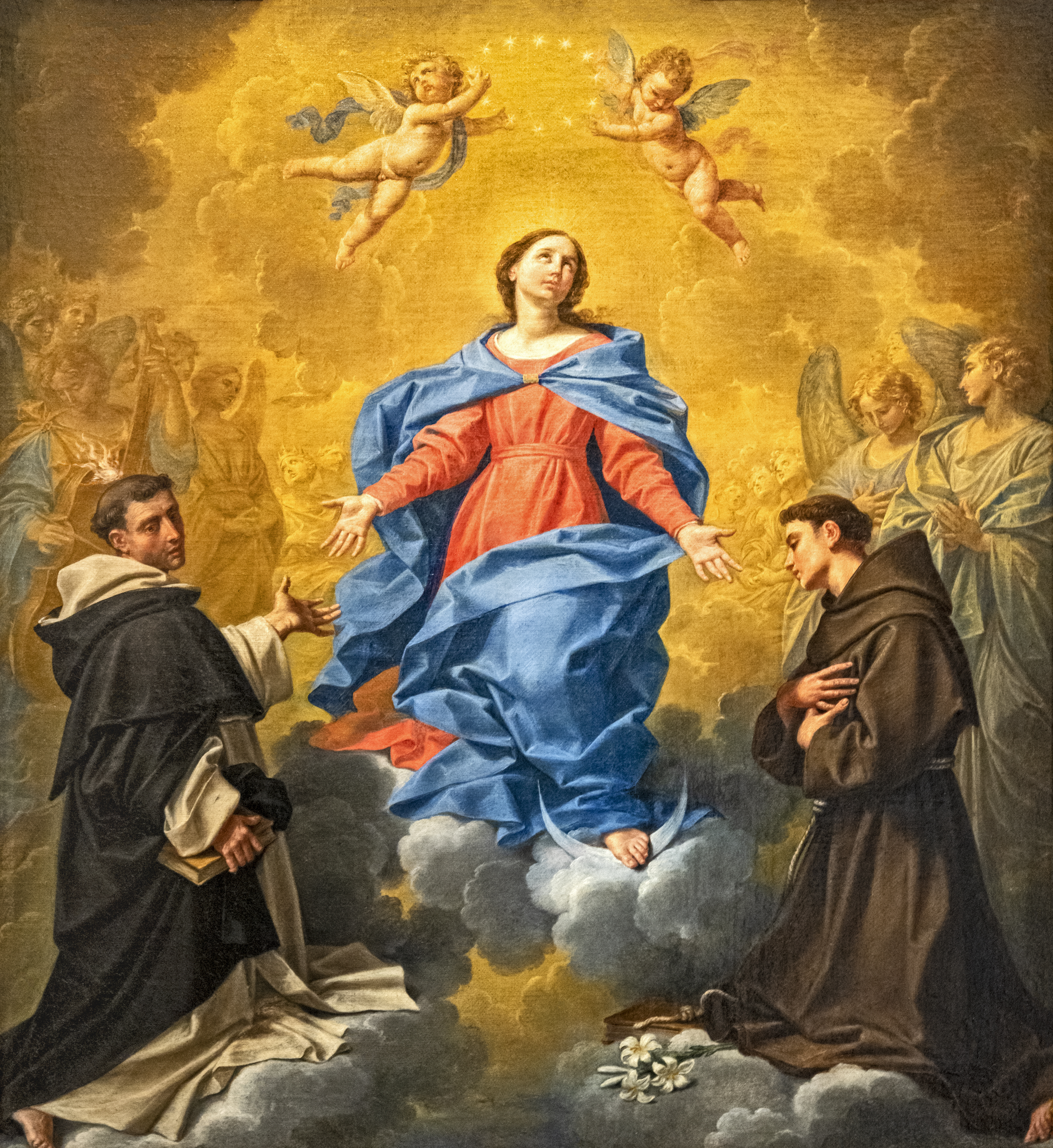
L'Immaculée Conception entre saint Vincent Ferrier et saint Antoine de Padoue Carcassonne
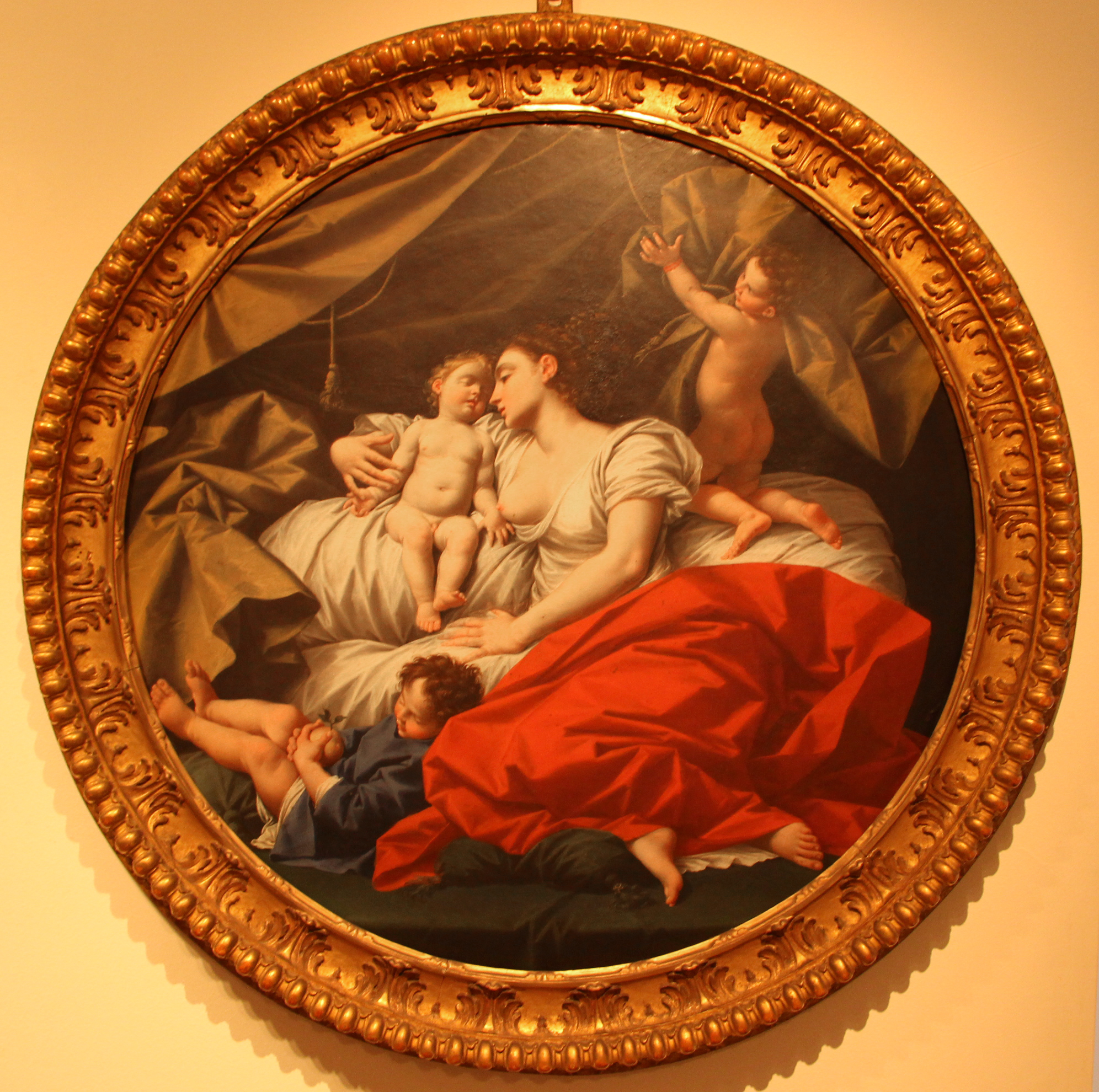
La Charité, Palazzo Accursio, Bologne,
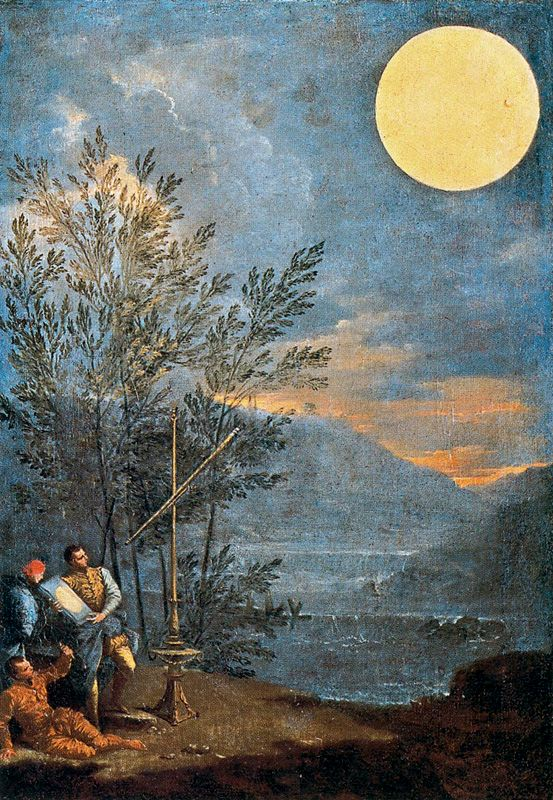
observation du soleil qui est projeté sur la feuille,
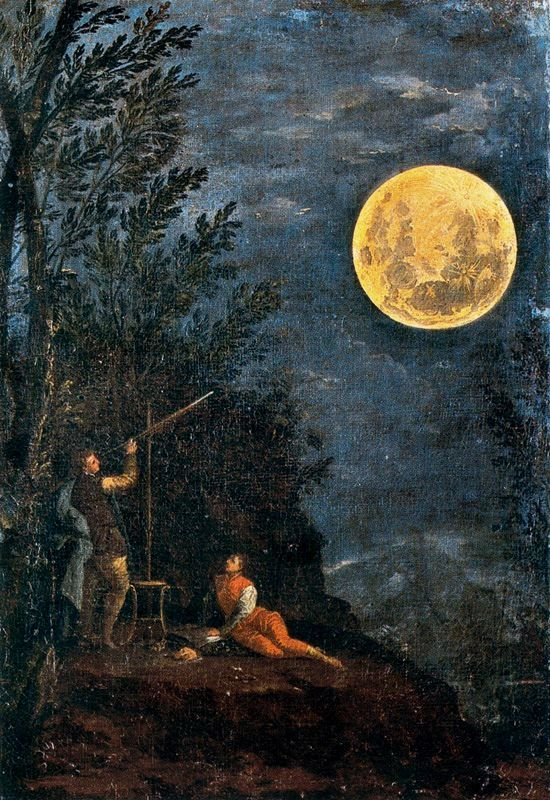
lune et détail de sa surface,
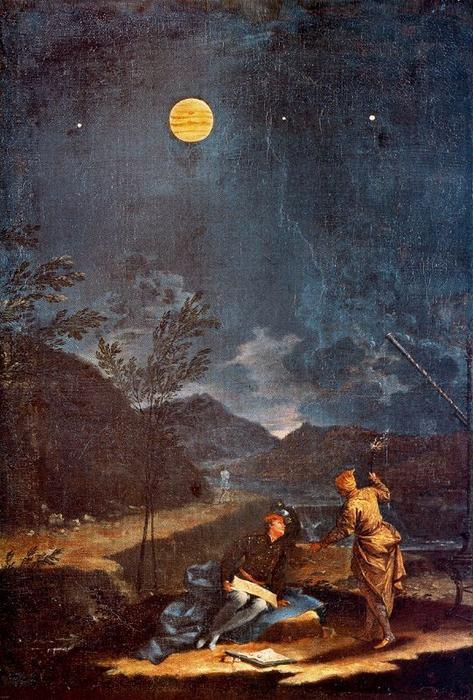
Jupiter.

## Sources
- (en) Cet article est partiellement ou en totalité issu de l’article de Wikipédia en anglais intitulé « Donato Creti » (voir la liste des auteurs).